# 12 november
12 november är den 316:e dagen på året i den gregorianska kalendern (317:e under skottår). Det återstår 49 dagar av året.

## Återkommande bemärkelsedagar

### Övrigt
- 1817 – Bahá'u'lláhs födelse, bahá'ítrons grundare

## Namnsdagar

### I den svenska almanackan
- Nuvarande – Konrad och Kurt
- Föregående i bokstavsordning
  - Cunibertus – Namnet fanns, till minne av en biskop i Köln på 600-talet, på dagens datum före 1778, då det utgick.
  - Konrad – Namnet förekom före 1778 tidvis på 26 november, men flyttades detta år till dagens datum och har funnits där sedan dess.
  - Kuno – Namnet infördes på dagens datum 1986, men utgick 1993.
  - Kurt – Namnet infördes på dagens datum 1986 och har funnits där sedan dess.
- Föregående i kronologisk ordning
  - Före 1778 – Cunibertus
  - 1778–1900 – Konrad
  - 1901–1985 – Konrad
  - 1986–1992 – Konrad, Kuno och Kurt
  - 1993–2000 – Konrad och Kurt
  - Från 2001 – Konrad och Kurt
- Källor
  - Brylla, Eva (red.). Namnlängdsboken. Gjøvik: Norstedts ordbok, 2000 ISBN 91-7227-204-X
  - af Klintberg, Bengt. Namnen i almanackan. Gjøvik: Norstedts ordbok, 2001 ISBN 91-7227-292-9

### Finlandssvenska almanackan
- Nuvarande från 2020[1] – Kurt, Konrad
- I föregående revideringar[a][2]
  - 1929–1972 – Konrad
  - 1973–2019 – Konrad, Kurt

## Händelser
- 954 – Lothar kröns till kung av västfrankiska riket.
- 1035 – Vid Knut den stores död efterträds han som kung av Danmark och England av sin son Hardeknut (som nu får makten över landet norr om Themsen och först två år senare får makten över hela England). I Norge efterträds han av den stupade Olof den heliges son Magnus, som tar makten och avsätter Knuts ställföreträdare ladejarlen Sven Knutsson.
- 1094 – Efter endast ett halvår på tronen blir den skotske kungen Duncan II mördad på sin farbror Donald III:s order. Donald kan därmed återta tronen, som Duncan avsatte honom från i maj samma år. Tre år senare avsätts Donald dock på nytt som kung av Skottland av sin brorson Edgar.
- 1139 – Magnus den blinde, som är den ene av Norges tre kungar, stupar under inbördesstriderna om makten i slaget vid Holmengrå nära Strömstad. Därmed återstår för tillfället bröderna Sigurd Munn och Inge Krokrygg som samregerande norska kungar.
- 1202 – När den danske kungen Knut VI dör efterträds han som kung av Danmark av sin bror Valdemar.
- 1425 – Benedictus XIV utses till motpåve.
- 1917 – Oktoberrevolutionen utbryter i Moskva.
- 1918 – Republiken Tysk-Österrike utropas.[3]
- 1927 – Lev Trotskij utesluts ur det kommunistiska partiet varigenom Josef Stalin får full makt över partiet.
- 1942 – De allierade erövrar Tobruk i Libyen.
- 1944 – Det tyska slagskeppet Tirpitz sänks i Norge vid ett precisionsanfall av Storbritanniens flygvapen.
- 1948 – Tokyoprocessen avslutas med att domsluten meddelas, varvid sju av de åtalade döms till döden genom hängning.
- 1968 – Brezjnevdoktrinen presenteras.
- 1976 – Det franska rockbandet Téléphone bildas.
- 1981 – Rymdfärjan Columbia lyfter för andra gången och blir därmed den första rymdfarkost som återanvänds.
- 1986 – En stor vapenkupp genomförs mot mot Svea ingenjörkårs mobiliseringsförråd i Järna som sedan sprängs.
- 1987 – Sveriges regering höjer belöningen för uppklarandet av Palmemordet till 50 miljoner kronor.
- 2001 – Talibanregimen störtas i Afghanistan då Norra alliansens trupper intar Kabul.
- 2004 – Svea hovrätt dömer i Knutbyrättegången Helge Fossmo till livstids fängelse.
- 2014 – ESA-rymdsonden Rosetta landar "Philae" på kometen 67P/Churyumov-Gerasimenko.

## Födda
- 1743 – Jacques Antoine Hippolyte de Guibert, fransk general och militärteoretiker
- 1748 – Karl IV av Spanien, kung
- 1755 – Gerhard von Scharnhorst, preussisk militär
- 1782 – William Hendricks, amerikansk politiker, senator (Indiana)
- 1790 – Letitia Christian Tyler, amerikansk presidenthustru 1841-1842
- 1815 – Elizabeth Cady Stanton, amerikansk feminist och reformator, ledare för suffragettrörelsen
- 1817 – Bahaullah, född som Mirzá Husayn 'Ali Nurí i Teheran, Iran, grundare av religionen Bahá'í
- 1833
  - Aleksandr Borodin, rysk kompositör
  - John Martin, amerikansk demokratisk politiker, senator (Kansas)
- 1836 – Anton Markstedt, svensk vicekonsul och riksdagsman
- 1840 – Auguste Rodin, fransk skulptör
- 1842 – John Strutt, 3:e baron Rayleigh, brittisk fysiker, mottagare av Nobelpriset i fysik 1904
- 1848 – Eduard Müller, schweizisk president
- 1856 – Karl Henrik Karlsson, svensk medeltidshistoriker
- 1860 – Ola Hansson, svensk poet, författare och journalist
- 1866 – Sun Yat-sen, kinesisk politiker
- 1877 – Warren Austin, amerikansk politiker och diplomat, senator (Vermont), FN-ambassadör
- 1881 – Maximilian Weichs, tysk generalfältmarskalk
- 1889 – Eva Steen, norsk skådespelare
- 1897 – Milward L. Simpson, amerikansk republikansk politiker, senator (Wyoming)
- 1904 – Jacques Tourneur, fransk filmregissör
- 1908 – Amon Göth, tysk SS-officer
- 1911 – Conny Söderström, svensk operasångare
- 1921 – Lars Gyllensten, svensk författare och läkare, ledamot av Svenska Akademien, dess ständige sekreterare
- 1922 – Kim Hunter, amerikansk skådespelare
- 1929 – Grace Kelly, amerikansk skådespelare, furstinna av Monaco
- 1930 – Hans Furuhagen (”Hatte”), svensk TV-producent och underhållare
- 1931 – Norman Mineta, amerikansk politiker
- 1933
  - Bruno Sacco, italiensk designer
  - Diane Watson, amerikansk demokratisk politiker och diplomat, kongressledamot
- 1934 – Charles Manson, amerikansk mördare och kultledare
- 1943
  - Brian Hyland, amerikansk sångare
  - Björn Waldegård, svensk rallyförare
- 1944 – Booker T. Jones, amerikansk multiinstrumentalist. Mest känd som organist i soulgruppen Booker T. and the M.G.'s
- 1945
  - Kenny Håkansson, svensk gitarrist i exempelvis Kebnekajse och Dag Vag. Även känd som Beno Zeno
  - Michael Bishop, amerikansk science fiction-författare
  - Neil Young, kanadensisk rockmusiker
- 1946
  - Alexandra Charles, svensk entreprenör och nattklubbsinnehavare
  - Krister Henriksson, svensk skådespelare
- 1947 – Patrice Leconte, fransk filmregissör
- 1952 – Ernie Fletcher, amerikansk republikansk politiker, guvernör i Kentucky
- 1959 – Lennart Forsén, svensk operasångare
- 1960 – Peter Levin, svensk vd för flera filmbolag, styrelseledamot i Svenska Antipiratbyrån
- 1961 – Nadia Comăneci, rumänsk gymnast
- 1963 – Conny Bloom, svensk kompositör och musiker, gitarrist i Flincka Fingrar
- 1965 – Filippa Knutsson, svensk modedesigner och företagare, Filippa K
- 1966 – Anette Norberg, svensk curlingspelare
- 1968 – Sammy Sosa, dominikansk basebollspelare
- 1970 – Tonya Harding, amerikansk konståkare och boxare
- 1973 – Ibrahim Ba, fransk fotbollsspelare
- 1980
  - Isabellah Andersson, svensk långdistanslöpare
  - Ryan Gosling, kanadensisk skådespelare
  - Simone Koot, nederländsk vattenpolospelare
- 1982 – Anne Hathaway, amerikansk skådespelare
- 1995 – Madelen Janogy, svensk fotbollsspelare, VM-brons 2019, OS-silver 2020, VM-brons 2023

## Avlidna
- 607 – Bonifatius III, påve
- 1035 – Knut den store, kung av England, av Danmark och av Norge
- 1094 – Duncan II, kung av Skottland
- 1139 – Magnus den blinde, kung av Norge
- 1202 – Knut VI, kung av Danmark
- 1567 – Anne de Montmorency, fransk hertig och krigare
- 1720 – Peder Tordenskiold, norsk sjöhjälte
- 1727 – Aleksandr Mensjikov, rysk furste, militär och politiker
- 1793 – Jean Sylvain Bailly, fransk astronom och statsman, avrättad
- 1829 – Jean-Baptiste Regnault, fransk målare under nyklassicismen
- 1839 – Nahum Parker, amerikansk domare och politiker, senator (New Hampshire)
- 1865 – Elizabeth Gaskell, brittisk författare
- 1869
  - Carl Georg Brunius, svensk klassisk filolog, arkitekt och konsthistoriker
  - Friedrich Overbeck, tysk målare, tecknare och illustratör
- 1893 – Anders Melcher Myrtin, svensk häradshövding och riksdagsman
- 1903 – Camille Pissarro, fransk impressionistisk målare
- 1906 – Carl Falk, svensk apotekare och riksdagsman
- 1912 – José Canalejas y Méndez, spansk ministerpresident
- 1929 – Bogi Thorarensen Melsteð, isländsk historiker
- 1945 – George B. Martin, amerikansk demokratisk politiker, senator (Kentucky)
- 1955 – Tin Ujević, kroatisk poet, essäist och översättare
- 1961
  - Gustaf Andersson i Rasjön, svensk politiker, partiledare för Folkpartiet, kommunikationsminister, landshövding i Kopparbergs län
  - Max Hansen, dansk skådespelare, sångare, kompositör och manusförfattare
  - Ernst Thörnberg, svensk skriftställare
- 1962 – Bror Abelli, svensk regissör, skådespelare, sångare, författare och biografägare
- 1964 – Rickard Sandler, svensk socialdemokratisk politiker, landshövding och folkhögskolelärare, Sveriges statsminister 1925-1926
- 1973 – Wacław Stachiewicz, polsk brigadgeneral
- 1977 – Ingrid Schubert, medlem av Röda armé-fraktionen
- 1981 – William Holden, amerikansk skådespelare
- 1987 – Cornelis Vreeswijk, nederländsk-svensk trubadur och visdiktare
- 1988 – Primo Conti, italiensk målare futurist
- 1989 – Dolores Ibárruri (”La Pasionaria”), spansk kommunistisk politiker
- 1990 – Eve Arden, amerikansk skådespelare
- 1993
  - Anna Sten, rysk-amerikansk skådespelare
  - H.R. Haldeman, amerikansk politisk konsult, statstjänsteman och affärsman
- 1994 – Wilma Rudolph, amerikansk friidrottare, 3 OS-guld 1960
- 2000 – Halvar Björk, svensk skådespelare
- 2003 – Jonathan Brandis, amerikansk skådespelare
- 2005 – Rik Van Nutter, amerikansk skådespelare, före detta äkta make till Anita Ekberg
- 2007
  - Ira Levin, amerikansk författare
  - Tinius Nagell-Erichsen, norsk mediemagnat
- 2008
  - Catherine Baker Knoll, amerikansk demokratisk politiker
  - Mitch Mitchell, brittisk musiker, före detta trummis i The Jimi Hendrix Experience
  - Lasse Sandberg, svensk illustratör och författare
- 2009 – Stefan Feierbach, svensk barnskådespelare
- 2012
  - Hans Hammarskiöld, svensk fotograf
  - Kaisa Melanton, svensk bild- och textilkonstnär
  - Daniel Stern, amerikansk psykiater och psykoterapeut
- 2014
  - Warren Clarke, brittisk skådespelare (A Clockwork Orange)
  - Guy de la Berg, svensk skådespelare
- 2016 – Jacques Werup, svensk musiker, poet och manusförfattare.
- 2020 – Masatoshi Koshiba, japansk astrofysiker, mottagare av Nobelpriset i fysik 2002
- 2024 – Roy Haynes, amerikansk jazztrumslagare